# Slamd64
Slamd64 este o distribuție de Linux bazată pe Slackware.